# Iberische skink
De Iberische skink (Chalcides bedriagai) ook wel Spaanse parelskink, is een hagedis uit de familie skinken (Scincidae). De soort wordt ook wel Spaanse rolskink genoemd, een benaming die aan de soorten uit het geslacht Chalcides wordt gegeven vanwege het opvallend ronde lichaam.

## Uiterlijke kenmerken
De Spaanse parelskink bereikt een maximale lichaamslengte tot ongeveer 16 centimeter. Ongeveer de helft van de lichaamslengte bestaat uit de lange staart. Het lichaam is gestroomlijnd door de gladde schubben, lange staart en zeer kleine pootjes. De basiskleur is grijs- tot geelbruin en een witte buik, met over de gehele bovenzijde kleine, witte vlekjes die in rijen verdeeld zijn en vaak donkeromzoomd waardoor ze wel iets van een ruitvorm weg hebben. De soort is soms moeilijk van de parelskink (Chalcides ocellatus) te onderscheiden, met name de juvenielen zijn nauwelijks uit elkaar te houden. Door te kijken naar de hoornplaatjes op de bovenkaak zijn de soorten te determineren.

## Verspreiding en habitat
De skink komt voor in delen van Europa en leeft in Gibraltar, Spanje en Portugal. In de Pyreneeën komt de hagedis niet voor. De habitat bestaat uit droge gebieden waar het dier half ingegraven ligt in het zand, loerend op een prooi. De skink komt voor zanderige streken: in duinen, tuinen met muren en andere plaatsen met vegetatie en graafmogelijkheden. De hagedis is aangetroffen van zeeniveau tot op een hoogte van ongeveer 1750 meter boven zeeniveau.
Door de internationale natuurbeschermingsorganisatie IUCN is de beschermingsstatus 'gevoelig' toegewezen (Near Threatened of NT).

## Levenswijze
De skink neemt weleens een zonnebad op stenen en bij gevaar kruipt het dier onder de steen of in een hol. Het is een schuwe en snelle soort die met het gladde lichaam bijna overal onder kan kruipen. De skink is bodembewonend maar kan wel klimmen om aan belagers te ontsnappen. Het voedsel bestaat uit insecten en de larven, slakken, naaktslakken en wormen.

## Naamgeving en taxonomie
De wetenschappelijke naam van de soort werd voor het eerst voorgesteld door Eduardo Boscá y Casanoves in 1880. De soortnaam bedriaga is een eerbetoon aan de bioloog Jacques von Bedriaga.
Er worden drie ondersoorten erkend;
| Naam                          | Auteur         | Verspreidingsgebied             |
| ----------------------------- | -------------- | ------------------------------- |
| Chalcides bedriagai           | Boscá, 1880    | Gibraltar, Portugal, Spanje     |
| Chalcides bedriagai cobosi    | Valverde, 1997 | Zuidelijk Portugal, Spanje      |
| Chalcides bedriagai pistaciae | Valverde, 1966 | Portugal, noordwestelijk Spanje |